# Eucyclops laevimargo
Eucyclops laevimargo – gatunek widłonoga z rodziny Cyclopidae. Opisał go w 1909 roku norweski hydrobiolog Georg Ossian Sars, nadając mu nazwę Cyclops laevimargo.